# RAGNAROK THE ANIMATION
『RAGNAROK THE ANIMATION』（ラグナロク ジ アニメーション）は、2004年4月6日から9月28日までテレビ東京にて毎週火曜 25:30 - 26:00に放送されていたアニメーション。全26話。

## 概要
韓国の原作コミックである『ラグナロク』をそのままアニメ化したわけではなく、キャラクター、ストーリーなどは全て『ラグナロクオンライン』を基調にしたパラレルワールドを舞台にオリジナルの展開がされている。MMORPGを原作としたアニメーションとしては日本初（オンラインゲームを原作としたものとしては『無限戦記ポトリス』に続き2作品目）である。
日本側はキャラクターデザイン、美術監督、色彩設定、音楽、絵コンテ、演出、作画監督を担当し、韓国側は原画、動画、作画監督、仕上げ、背景、撮影などを担当した。

### ラグナロクオンラインとの連動
日本のラグナロクオンラインでは、毎週火曜のメンテナンス後にアニメ連動イベントと称したオンラインイベントが26週にわたって行われた。主にコモドに現れるNPC（RO世界に存在するメロプシュム）が放送日の内容を預言形式で語り、該当地域ではモンスターの異常繁殖などが行われた。

## ストーリー
これはゲームのラグナロクオンラインの世界ではなく、別の世界にあるルーンミッドガッツ王国で起こった物語である。
ロアンとユーファは幼馴染の冒険者。ユーファの兄のキーオとその親友であるイルガの4人でモンスターと戦っていたが、ある日、イルガの反対を押し切って4人でグラストヘイム城へ乗り込み、窮地に陥る。キーオが身を挺して3人を逃がそうとし、閉まる扉の向こうで、現れた深淵の騎士に串刺しにされる。
月日は経ち、ユーファがプロンテラにあるキーオの墓参りをする所から物語は始まる。見え隠れする闇の王のダークロード、その部下のキーオにそっくりな騎士であるヘイズ、半魔族のジルタス、真理を追求する狂魔術師のゼフェル。そしてダークロードと相容れぬ隻眼のバフォメットが立ちふさがる。道中、マーヤとポイポイ、タキウス（キャスリン）、ジュディアとイルガが加わり、冒険、さまざまな陰謀との戦い、出会いと別れを繰り返し、ルーンミッドガッツ王国を旅していくのだった。

## 登場人物

### 主人公パーティ
ロアン
声 - 阪口大助
本作の主人公。職業はソードマン（剣士）。お人好しで頼まれたら断れない優柔不断な性格でややスケベ。
日頃からユーファの召使いのような扱いを受けているが、それでも彼女の要求に応じ続け、ユーファの形をした人形を持っていたりと、その愛情は深い。そのために旅の中でイルガとユーファの仲を勘違いした際は自暴自棄となり、密かにパーティーから離脱。孤独な戦いで気を紛らわせる日々を送る中で、クルセイダーの姿で現れたメロプシュムに救われ、クルセイダー（聖騎士）への道を指し示される。
クルセイダーに転職してパーティに戻った後、しばらくは己の強さを過信するあまり、傲慢で高圧的な態度をとっていた。だが、その発言自体は正論であったり、ユーファのわがままを諫めたりと、増長しつつも精神的には成長している。その後は態度が問題でパーティーの信用を失いかけるが、たびたび別の姿で現れるメロプシュムの言葉の真意を知ったことで、更に大きく成長する。ダークロードの策略でユーファに刺されるも、彼女への愛を貫き、その心を取り戻した。最終的にはユーファと想いを通わせ、メロプシュムより授けられた剣によってダークロード（ダークイリュージョン）を倒し、世界を救うに至る。エンディングでは一人前のクルセイダーになった姿を見せた。その指には婚約指輪が光り、隣には最愛のユーファがいた。
主に剣士時代に使っていた剣はマーヤから受け取った火属性の両手剣（外見は西洋剣であるが、カタナであるとされている）。クルセイダーになってからは聖騎士団長から譲り受けた片手剣（フランベルジェ）。そして最終決戦では魔女から譲り受けた魔剣を使用。力押しで戦うことが多く、ダメージを受けるか敵を倒すかという戦い方だった。
使っていたスキルは、自分の盾を飛ばすシールドブーメラン、盾を構えて敵の攻撃を弾き返すリフレクトシールド、剣を十字に斬って飛ばすホーリークロス、自分のパーティー全員のダメージを自分が代わりに受けるディボーション、自らを犠牲に相手を浄化するグランドクロス。剣士の時に一度だけマグナムブレイクを使用している。
ユーファ
声 - 水樹奈々
本作のヒロイン。職業はアコライト。かなり世間知らずなところもあるが、傷ついている人を見ると放っておけず、自分のSPを気にせずヒールの嵐を巻き起こすなど、「人のためになる」と言われると燃える性格である。兄のキーオに甘やかされて育ったのか、洗濯もうまくできず、宿で借りた部屋も散らかっていたりと、生活力はあまり無いようである。
アコライト時代は幼馴染のロアンをただの召使いとしてしか見ていない節があり、半ば奴隷のように扱っていた。さらに、クルセイダーに転職して戻ってきたロアンを今までのように召使いのように扱おうとするが自分の言うことを聞かなくなったことで怒るなど、自分勝手で子供のような性格をしている。後にフェイヨンで自分の力の無さを痛感し、プリーストへ転職する。
プリースト転職後はロアンを召使いのような扱いをしていたことに反省しロアンの役に立ちたいと思いがんばろうとするが、傲慢で高圧的な態度をとっていたロアンに何度も怒られ、結果的に支援はおろか回復魔法のヒールすらもまったくできなかった。そのために次第に余裕を失っていき、キーオの甘言を徐々に受け入れていってしまい、コモドの戦いの最後にロアンに別れを告げ裏切ってしまう。その後、ダークロードに操られ最終決戦では敵としてロアンたちの目の前に現われるが、自分を信じてくれるロアンの姿と彼の愛に自分を取り戻す。そして最終的にはマグヌスエクソシズムでダークロードを倒す。エピローグではロアンと婚約したようで、エンディングでは指に婚約指輪が光っていた。また、新人の剣士とアコライトを自らのパーティに迎え入れる度量も見せていた。
アコライトのときは援護もするが、ホーリーライトを敵にたびたび放ち、結果的にヒールを使わずに終わる場面もあった。プリーストになってからは、ターンアンデッドやマグヌスエクソシズムなど、悪霊退散のための攻撃スキルを身につけている。支援魔法として、相手を守るためのバリア魔法であるキリエエレイソンも使用している。
マーヤ
声 - 桃井はるこ
アルベルタ育ちのマーチャント（商人）。パーティメンバーの中では最年少。プロンテラ地下水道でロアンたちと出会い、彼らを気に入り旅についてきた。精神面ではかなり大人びていて、ロアンたちの前では猫をかぶった性格で接する。単独行動の多いメンバーの中では計画的に動いており、フェイヨンでは商人系の援軍を呼んだりと活躍をしていた。
両親に置き去りにされ、孤児で社会の醜いところばかり見てきたため強欲で、他人は利用することしか考えず、信じられる物は金とポリン族のペットであるポイポイ（声 - 瀧本富士子）だけだった。しかし反面、美点要点も正しく見すえることができる。そのため、たった一人で生きていかなくてはならなかったアルベルタを激しく嫌っていた。だが、アルベルタに帰ってきた際モンスターであるアリスと出会い友達になることで、そのわだかまりも消えることになる。
物語の後半では再びアリスと再会するが、ジルタスの策略によりアリスを殺してしまう。そのことでひどく落ち込み、一時は戦闘不能にまで追い込まれてしまうが、自分なりの答えを出し乗り越える。その後、自分と似たような境遇のジルタスを言葉だけで圧倒するほど大きく成長した。最終決戦の際、ゲフェンに置いてかれそうになるが、パーティの全滅の危機に颯爽と助けに現れ、最終決戦でも活躍を見せた。エピローグ後もロアンたちと共に旅を続けている。
パーティ全体では性格から誰とでもうまく接していたが、タキウスとは険悪なムードであった。だが、旅を重ねて信頼できるようになり、タキウスの最期の時も直感で察している。エピローグではタキウスのロッドを持っている。
商人ながら薬品系の特技を使い、自分からは積極的に戦おうとしないが、斧を主体とした攻撃を行う。また、パーティで2次職になっていない唯一のキャラクターでもあり、エピローグでも商人のままであった。
彼女が着ている寝巻きの帽子は、DVD特典を1巻から5巻まで集めた際ラグナロクオンライン内でもらうことができる「ネコミミキャップ」である。このキャンペーンは 2005年11月24日に終了している。
タキウス / キャスリン
声 - 久川綾
常に目隠しをつけているマジシャン（魔術師）。本名は「キャスリン」。ロアンたちとはプロンテラで偶然出会い一時は別れるものの、ゲフェンで再会した後に同行する。
幼い頃からゼフェルに師事しており、彼を盲信している。タキウスという名も彼から贈られたもの。「真理」を求めるゼフェルに従い行動するが、ロアン達と旅をする中で次第に疑問を抱くようになっていく。そしてフェイヨンでゼフェルの残酷な振る舞いを目にした事で、単に彼の私利私欲を満たす事でしかない事に気付き絶望、ロアン達の前から姿を消す。
後にセージに転職した姿で帰還し、パーティーに復帰。その際、自分が求める真理とは違うとゼフェルとの決別を宣言する。その証として、今まで着けていた目隠しを腕に巻いていた。それまでは目隠しを着用していないと「真理」以外のすべてが見えてしまい、魔法を唱えることに集中ができず、動揺して全く動けなくなっていた。こうした精神的脆さの克服と、セージになって力を得た事により、ゼフェルと互角に渡り合うまでに成長。最終決戦ではゼフェルとの激しい闘いの末に和解しかけるものの、ダークロードの策略によりゼフェルと共にロードオブヴァーミリオンの直撃を受け、相討ちとなった。最後のダークロード戦では彼女の持っていた杖がどこからか飛んできて、巨大な破壊力を持ったメテオストームを消滅させている。
マジシャン時代は氷系と雷系の魔法のみを使っている。セージ（賢者）転職後はマジシャンの攻撃魔法に加え、長所を生かすための水（氷）系増幅魔法デリュージ、土系魔法、対ゼフェル用に習得したであろうスペルブレイカーとマジックロッドを使用する。
彼女の付けている目隠しは「真理の目隠し」としてDVD特典を6巻から9巻まで集めた際、ラグナロクオンライン上でもらうことができた。このキャンペーンは 2006年3月24日に終了している。ゲーム上にある目隠しと違い能力は存在していない。
ジュディア
声 - 荒川美奈子
黒肌金髪ハンター。姉御肌で関西弁を話す女性。鷹であるファルコをパートナーにしている。巨乳の持ち主でユーファに好意を抱くロアンからもスケベな目で見られたり、事故とはいえ、胸も触れたこともある。
以前迷いの森で矢の練習をしていたところ、山賊たちに捕まってしまった所をイルガに助けられ、以後イルガと共に行動をする。イルガに恋心を抱いており、旅の途中で彼と結ばれ、エピローグでは彼の子供を産んでいる。
ハンターの特性を生かした罠設置、鷹の援護、弓術を使いこなすが、弓の精度だけは悪い。
イルガ
声 - 中井和哉
寡黙なアサシン。ロアン、ユーファの兄的存在で、キーオとは幼い頃からの親友であり相棒でもあった。彼の意志を尊重し、遠くから二人を見守っていたが、死んだはずのキーオと出会ったことにより危機を感じ、ゲフェンからジュディアと共にロアンたちと合流する。ジュディアは彼に付きっ切りだが、嫌がっていないようである。発言が少なく、登場しても一言も話さず終わる話も存在する。
ロアンたちと行動するようになってからは前線に立ち、傷つきながらもパーティを守っていた。キーオに斬られた際に強力な毒を盛られ一時は戦線離脱するが、ジュディアの献身によって再起する。その後は何度もキーオに戦いを挑み、グラストヘイムでの最終決戦でキーオと戦い、彼の心を取り戻すことができたが、傷が深く相打ちに近い形で息絶える。
毒を使うことを好まず、序盤はソニックブローだけで戦っていたが、後半はやむなくインベナム、ベノムスプラッシャー等の毒系スキルを使うことになる。虫を極端に嫌っているが、その理由は描かれていない。

### その他の人物
ティス
声 - 雪野五月
モロクの女性シーフ。シーフギルドの長の娘。掟を破ってオシリスを復活させてしまったライを助けるために強いパーティーメンバーを探すが、そのために金が必要となり、盗みを働いていたところロアンたちに出会う。事件の解決後にライと結婚した。
ライ
声 - うえだゆうじ
モロクの男性シーフ。ティスとの結婚を認めてもらえずに焦っており、キーオにそそのかされてオシリスを復活させてしまう。事件の解決後にティスと結婚した。
サチとリサ
声 - 木村美佐（サチ） / 植田佳奈（リサ）
コモドの双子ダンサー。サチは緑の触覚を付けており、リサは白い角を付けている。ロアンの前で華麗な回避を見せ、彼に敵の攻撃を見切る事の重要性を気付かせた。
ローグの姉御
声 - まるたまり
ロアンたちの前に時々現れてはちょっかいを出しに来る不良冒険者三人組のリーダー格。ロアンが自暴自棄になっていた時期に、一度だけ彼とパーティーを組んで行動した事もある。
デブシーフ
声 - 桜井敏治
不良冒険者三人組のメンバー。後にローグへと転職した。
ガリガリブラックスミス
声 - 千葉一伸
不良冒険者三人組のメンバー。戦闘型らしく製造はできない。
カプラ職員 / ディフォルテ、テーリング、ソリン、ビニット、グラリス
声 - 並木のり子
「カプラサービス」で働く5人の女性従業員で、冒険者達を様々な形でサポートする。その一つに各街を簡単に行き来出来る転送サービスがあるが、ロアンたちは一度も使わなかった。緊急時には他の街へと連絡を行い、冒険者達を非常招集する。
次回予告を担当するほか、冒頭部にも登場し、視聴者にあらすじや世界観の解説などを行う。話をしている最中にちゃちゃを入れたり、話を聞かずに寝ていたりすると、そのメンバーはなぜか人形となっている。
メロプシュム / クルセイダー、アーチャー、モンク
声 - 落合るみ
コモドの言い伝えに登場する街を混乱に陥れた伝説の魔女たちであるグループの「メロプシュム」。あるときは女クルセイダーとしてロアンにクルセイダーの道を示し、またあるときはフェイヨンの女アーチャーとして力への渇望を警告、コモドに遊びに来たモンクとして力の使い方を教えた。ロアンがそれらの言葉の真意に気付くと正体を明かし、彼の成長を認めて魔剣を授けた。バフォメットとはかなり昔からの知り合いらしい。なお、メロプシュムはラグナロクオンラインにも名前だけ登場している。
アリス
声 - 中島沙樹
アルベルタの廃倉庫に住み着いたメイドの格好をしたモンスター。温厚だが無口で、会話には身振り手振りで応答する。マーヤと友達になるが、ジルタスに凶暴なモンスターに変えられ、そうと気付かぬマーヤに殺されてしまう。しかしマーヤを恨むことはせず、むしろ感謝の念すらあった。その後も時々幽霊として現れてマーヤに道を指し示した。
バフォメット
声 - 麦人
隻眼のバフォメット。人間に対しても礼節を重んじる数少ない魔物で、ダークロードの陰湿なやり方を快く思っていない。しかし「100年戦争」を避けるため、という理由でバフォメット自身はダークロードとの全面対決を避け、ロアンたちの成長を促し、ダークロードを倒すよう仕向ける。最終的には自らダークロードにトドメを刺した。片眼に傷を与えたイルガとキーオを認めつつも、傷の借りを返すことを望んでいたが、その願いはイルガとキーオの死により叶わずに終わる。ロアンたちの前に二度現れることになるが、前述の理由からいずれの場合も本気で戦ってはいなかった。
バフォメットJr.（バフォメットジュニア）
声 - 永澤菜教
隻眼のバフォメットの息子。時計のゼンマイに尻尾が引っかかって抜けなくなっていたところをジュディアに助けられる。
月夜花（ウオルヤファ）
声 - 岩居由希子
フェイヨンの寺院深くに住むモンスター。自分の持っている鐘を鳴らし、死体であるボンゴンやムナック、ソヒーなどを動かして人間達を襲っていた。善悪という概念を持たず自分では遊んでいるつもりなのだが、そのおかげで人間を大量虐殺していた。その後、ユーファの説得に応じ改心するが、真理を求めていたゼフェルのロードオブヴァーミリオンによって焼き殺される。
キシーナ
声 - 岸誠二
ドラマCD2にて登場したミッドガッツ放送局の人気番組「ガッツ・イン・プロンテラ」放送作家。ポリン族のペットであるホリン（声 - 堀誠一）がいる。
ヒカル
声 - 緑川光
ドラマCD3にて登場したラグナロクオンラインの廃人プレイヤー。

### グランストヘイムの刺客
キーオ / ヘイズ
声 - 子安武人
グラストヘイムで死んだと思われていたユーファの兄。職業はナイト。ダークロードの手駒としてミッドガッツ王国を混沌に陥れるために暗躍。当初は仮面で顔を隠していたが、正体が露見した後半では素顔を晒し続けた。なお、「ヘイズ」という名前について触れられたのは6話のみ。
深淵の騎士との戦いで死んだ後、ダークロードによって自分が「ユーファとロアンの二人をかばって死んだ」ことを「二人がイルガと共に自分を見捨てて逃げられた」という記憶に差し替えられ深い憎しみを抱き、後に「ヘイズ」となる。深淵の騎士に貫かれた傷は自分を見捨てたロアンたちの恨みの傷だと言い、本人達の前で何度も見せ付けていた。
物語の後半では、ロアンのことで完全に自信喪失してしまったユーファをダークロード復活の愛憎のクリスタルに使えると判断し、何度もユーファの目の前に現れ、それまでとは逆に優しい言葉で惑わせ、裏切らせる事に成功する。グラストヘイムでイルガと戦い、人間ではないモンスターの姿になって襲い掛かるが、イルガによって敗れる。最後にはキーオとしての意識を取り戻すものの、ダークロードに利用され絶命する。
武器として魔剣エクスキューショナーを使用。主に使っていた特技は自分の剣を地面に突き刺し爆発を起こすマグナムブレイク。
後にROにおいて類似した設定を持つ青年「ルファク・レイド」が登場している。
ジルタス
声 - 鈴木麻里子
父親は魔族、母親（声 - 久保田民絵）は人間の半魔族、コモド近辺出身。魔族との間に産まれたため、母親と共に人間から迫害を受けたことから人間に憎悪を抱いていた。成長し大人になったときに魔族の世界に入り、人間の世界を滅ぼしてくれることを願ってダークロードのそばについた。そのとき母親の生死は確認されなかったが、家が廃家になっていた。似たような境遇のマーヤに同情を感じている節があるが、同類嫌悪なのか彼女をよく狙って襲ってくる。部下にインジャスティスを連れていた。
願いがかないそうだったところ、マーヤによって自分が魔族と人間の架け橋となる道を示され、自分自身の過ちに気づくことになる。彼女もまたダークロードに利用されていたため、最後はマーヤをかばいながらゼフェルによって殺される。死後、魂がアリスと共にマーヤの道しるべとなり手助けしてくれる。
ゼフェル
声 - 野沢那智
狂人的言動や独特な魔法詠唱である魔術師。ゲーム内にも一時的に登場した。過去に自分の家族を研究の失敗でなくしてしまい、その後はダークロードの声に耳を傾けることになる。かなり狂った人間だが、時折タキウスに優しくする場面もあり、作中においてタキウスと肉体関係を持っていたかのようなシーンもある。彼の言う「真理」とはラグナロクオンラインでLv99のキャラクターが纏うオーラを出すこと。魔法の実力は非常に高く、フェイヨンでの騒動の際は彼一人で大半のモンスターを殲滅し、同時にフェイヨン自体も一部廃墟と化したほどで、騒動の黒幕であった月夜花をほぼ一撃で倒した。また、グラストヘイムの刺客の一人であるジルタスも彼の手によって倒されている。魔法だけに限らず、イルガの攻撃やジュディアの矢を避ける、ロアンの剣をキャンディで受け止める等魔法以外の面でも秀でている。
グラストヘイムでタキウスと一騎討ちをし、勝利間近のところでダークロードの召喚したレイドリックアーチャーによって、射抜かれてしまう。結局は自分も利用されていたに過ぎないと気づき、自らが過ちを犯していたことを恥じる、その後はタキウスと和解しかけるが自分で放ったロードオブヴァーミリオンによって自滅。タキウスと共に崖下へと落下していった。
攻撃魔法はサイトラッシャーやメテオストームなどの火の魔法が多いが、ロードオブヴァーミリオンに代表される風、水、土、念などマジシャン、ウィザードが習得できる全属性の魔法を使いこなす。
ダークロード
声 - 秋元羊介
グラストヘイムに封印されている凶悪な魔物。人間などに潜む7つの大欲をクリスタル化したものを集め、その力によって現世に降臨しようと画策。
実体が無い状態でキーオ、ジルタス、ゼフェルを動かしていた。自分が復活するためには部下すらも殺す非情さも持ち合わせている。最終回で7つのクリスタルを集め姿を現したが、心を取り戻したユーファと、ユーファの愛によって復活したロアンとの戦いになり、最終的にはユーファのマグヌスエクソシズムによってすべての力を失い、現世から追い出されてしまう。改めて復活を目論むが、「貴様のやり方は好かん」と現れたバフォメットによって止めを刺される。
7つの大欲は凶悪なモンスターや人間の精神が元になっている。慢心のドッペルゲンガー、悲哀のマヤー、怨念のオシリス、嫉妬のジルタス、貪欲のゼフェル、絶望のキーオ、愛憎のユーファ。月夜花も愛憎の候補に入っていたが、ユーファの説得により心を持ったので除外されている。
後にROにおいて「負の感情を利用してダークロードを復活させようとする人物と戦う」というクエストが実装された。

## スタッフ
- 原案 - Gravity Inc.、GungHo Online Entertainment, Inc.
- 総監督、キャラクターデザイン原案 - Lee Myoung Jin
- 監督 - 岸誠二
- シリーズ構成 - 三井秀樹
- アニメーションキャラクターデザイン - 篠原健二
- モンスターデザイン - 宮本崇
- 総作画監督 - 宍倉敏
- アニメーションディレクター - 中島豊秋
- 撮影監督 - Jung Joo Ree
- 編集 - 松村正宏
- 美術監督 - 鈴木恵美
- 美術設定 - 河野次郎
- 色彩設定 - 酒井美晴
- 音響監督 - 井澤基
- 音楽 - 朝倉紀行
- 音楽プロデューサー - 吉川明
- 音楽制作 - フロンティアワークス
- プロデューサー - Cheong Dae Sik、堀誠一
- 制作プロデューサー - 黒木健一、木川田清一
- 企画製作 - G&G Entertainment、GDH
- アニメーション制作 - G&G Entertainment
- アニメーション制作協力 - G&G Direction、吉田悟
- 製作 - RAGNAROK THE ANIMATION製作委員会

## 主題歌
オープニングテーマ「We are the Stars」
作詞・作曲・編曲 - 佐藤晃 / 歌 - 山崎麻衣美
エンディングテーマ「Alive」
作詞・作曲・編曲 - 佐藤晃 / 歌 - 山崎麻衣美

## 各話リスト
| 話数 | サブタイトル                     | 脚本     | 絵コンテ         | 演出             | 作画監督                                 |
| ---- | -------------------------------- | -------- | ---------------- | ---------------- | ---------------------------------------- |
| 1    | その剣は何のためにあるのです     | 三井秀樹 | 岸誠二           | 中島豊秋 岸誠二  | 宍倉敏                                   |
| 2    | よろしくね、お兄ちゃん           | 三井秀樹 | 浅井義之         | 浅井義之         | をがわいちろを                           |
| 3    | 私は信じてます                   | 三井秀樹 | ながはまのりひこ | ながはまのりひこ | 河合静男                                 |
| 4    | それはお前の力なのか             | 三井秀樹 | あきつ南         | 鈴木幸雄         | 六角輝                                   |
| 5    | 今、なんていったの?              | 北条千夏 | 三田浩士         | 白石道太         | 河合静男 Yoo Seung Hee                   |
| 6    | 誰にも私の邪魔はさせないんだから | 三井秀樹 | 岡崎幸男         | 白石道太         | をがわいちろを                           |
| 7    | なぐさめてくれるの!?             | 三井秀樹 | 浅井義之         | 浅井義之         | Yoo Seung Hee                            |
| 8    | 命の尊さを知らぬものは不幸だ     | 北条千夏 | ながはまのりひこ | ながはまのりひこ | Ha Hyun Jo                               |
| 9    | 全ては真理のために               | 三井秀樹 | 鈴木幸雄         | 鈴木幸雄         | 六角輝                                   |
| 10   | 兄さんなんでしょ!                | 三井秀樹 | 三田浩士         | 白石道太         | 芳田貴彦                                 |
| 11   | この世にあるのは失望だけだ       | 三井秀樹 | 岡崎幸男         | 日巻裕二         | をがわいちろを                           |
| 12   | 僕じゃダメなんだ…                | 北条千夏 | 桝井剛           | 桝井剛           | 山沢実                                   |
| 13   | 守る者…                          | 三井秀樹 | 浅井義之         | 浅井義之         | 柳昇希                                   |
| 14   | どうして答えてくださらないのです | 三井秀樹 | ながはまのりひこ | ながはまのりひこ | Ha Hyun Jo                               |
| 15   | 大丈夫、俺がいる                 | 三井秀樹 | 桝井剛           | 桝井剛           | Kim Dae Hoon                             |
| 16   | 何も救えない…                    | 北条千夏 | 三田浩士         | 白石道太         | 六角輝 Yoo Seung Hee Kim Dae Hoon        |
| 17   | すでにお前も汚れている           | 三井秀樹 | 平塚住雄         | 芳田貴彦         | 芳田貴彦 Ha Hyun Jo Yoo Seung Hee        |
| 18   | みんなわかってたんや             | 三井秀樹 | 浅井義之         | 浅井義之         | をがわいちろを Ha Hyun Jo                |
| 19   | ずっといっしょだよ               | 三井秀樹 | 加藤顕           | 加藤顕           | 志賀道憲 Kim Dae Hoon                    |
| 20   | もう、いいや…                    | 北条千夏 | 桝井剛           | 中島豊秋         | Yoo Seung Hee                            |
| 21   | お前が必要なんだ                 | 三井秀樹 | ながはまのりひこ | ながはまのりひこ | Ha Hyun Jo                               |
| 22   | 寂しいのはどっち!                | 三井秀樹 | 三田浩士         | 白石道太         | をがわいちろを                           |
| 23   | さよなら…                        | 三井秀樹 | 桝井剛           | Kim Min Su       | Kim Dae Hoon 六角輝                      |
| 24   | 全ての決着をつける場所           | 三井秀樹 | 鈴木幸雄         | 日巻裕二         | Yoo Seung Hee                            |
| 25   | 過ちに気付きし者                 | 三井秀樹 | 浅井義之         | 浅井義之         | Ha Hyun Jo                               |
| 26   | 私達の未来のために!              | 三井秀樹 | 岸誠二           | 岸誠二 中島豊秋  | Ha Hyun Jo Yoo Seung Hee 平野絵美 六角輝 |

## DVD購入特典
DVD1-5巻の初回プレス版を全て購入したユーザーに、ゲーム内で使用可能なアイテム「ネコミミキャップ」を配布した。第二弾としてDVD6-9巻初回プレス版を全て購入したユーザーには同じくゲームで使用可能なアイテム「真理の目隠し」を配布した。
第一弾の発表後、一部ユーザーからこれは管理会社によるRMTではないかという指摘を受け、管理会社は回答として「DVD販促プロモーションの一環であり、RMTではないと我々は認識している。今後DVD特典以外で入手できるようにするかはについては未定」との見解を述べた。その後、らぐジェネ初回放送内の出張WEBヘルプデスクにて「利用約款はユーザー同士のRMTを禁じているものであり、今回の場合ガンホーがユーザーにアイテムを配布しているということでRMTには当てはまらない」との管理側の結論を述べた。

## マッドハウス版プロモーションアニメ
2002年9月に公開されたマッドハウス制作のラグナロクオンラインのプロモーション用映像。制作スタッフには結城信輝、北久保弘之らが参加。
ゲームのプロモーション用として新規に制作されたのアニメーションであるため、前述のテレビアニメ『RAGNAROK THE ANIMATION』との繋がりはなく、キャラクターや設定なども異なっている。旅をする男ノービス、雪の中で両手剣を振るう女ソードマン、弓を引き絞る男アーチャー、水中で魔法を放つ女マジシャン、薪を斧で割る男マーチャント、物思いにふける女シーフ、本を携える男アコライトという一次職の面々が描かれていき、彼らがゲームには出てこない人狼型のモンスターと個性を活かして戦う姿などを映像化している。後年、実装されたアトロスからドロップするレアアイテムであるアトロスカードにはこれを元にしたイラストが描かれている。

## 関連作品
ドラマCD
イラスト：超肉
- 『RAGNAROK THE ANIMATION ドラマCD Ver.1』
- 『RAGNAROK THE ANIMATION ドラマCD Ver.2』
- 『RAGNAROK THE ANIMATION ドラマCD Ver.3』

サントラCD
イラスト：篠原健二
- 『RAGNAROK THE ANIMATION サウンドトラック&キャラクターソングス』

アニメDVD
- 『RAGNAROK THE ANIMATION Vol.1』
- 『RAGNAROK THE ANIMATION Vol.2』
- 『RAGNAROK THE ANIMATION Vol.3』
- 『RAGNAROK THE ANIMATION Vol.4』
- 『RAGNAROK THE ANIMATION Vol.5』
- 『RAGNAROK THE ANIMATION Vol.6』
- 『RAGNAROK THE ANIMATION Vol.7』
- 『RAGNAROK THE ANIMATION Vol.8』
- 『RAGNAROK THE ANIMATION Vol.9』

Windows用タイピングソフト
- 『RAGNAROK THE ANIMATION TYPING BATTLE-01』
- 『RAGNAROK THE ANIMATION TYPING BATTLE-02』

オンラインゲームクライアントパッケージ
グッズ集に、オンラインゲームの30dayチケットとクライアントCDを付属させたもの。
- 『ラグナロクオンライン特別限定版 〜RAGNAROK THE ANIMATION〜 上巻』
- 『ラグナロクオンライン特別限定版 〜RAGNAROK THE ANIMATION〜 下巻』

### RAGNAROK THE ANIMATION GRAFFITI
2004年9月30日にメディアファクトリーから『RAGNAROK THE ANIMATION』を元に作られた漫画。漫画家ゆづか正成によって書かれている。キャラクターやストーリーなどは『RAGNAROK THE ANIMATION』を元にされているが、展開などは作者のオリジナル性が出ている。また、1話1話の間に『RAGNAROK THE ANIMATION』のプロデューサーでもある堀誠一がラグナロク世界に関しての質問コーナーがあった。現在刊行されているのは1巻のみで、予定では2004年12月22日に2巻が出る予定だったが、作者の体調不良やアニメが終わってしまったということで、漫画自体凍結されている。
タイトル
1. 冒険が始まる街…………プロンテラ
2. 1匹がいたら30匹…………プロンテラ地下水道
3. 亡霊が泣く夜…………魔法都市ゲフェン
4. よみがえる亡者…………魔法都市ゲフェニア